# Semaeopus smithi
Semaeopus smithi är en fjärilsart som beskrevs av Louis Beethoven Prout 1918. Semaeopus smithi ingår i släktet Semaeopus och familjen mätare. Inga underarter finns listade i Catalogue of Life.